# Indonesische Badmintonmeisterschaft 1993
Die Indonesische Badmintonmeisterschaft 1993 fand vom 29. November bis zum 4. Dezember 1993 im Sriwijaya Hall in Palembang statt.

## Finalresultate
| Disziplin    | Sieger                                  | Finalist                      | Ergebnis           |
| ------------ | --------------------------------------- | ----------------------------- | ------------------ |
| Herreneinzel | Alan Budikusuma                         | Heryanto Arbi                 | 15–6, 15–12        |
| Dameneinzel  | Susi Susanti                            | Yuliani Santosa               | 11–1, 11–3         |
| Herrendoppel | S. Antonius Budi Ariantho Denny Kantono | Rexy Mainaky Ricky Subagja    | 15–18, 15–6, 18–13 |
| Damendoppel  | Finarsih Lili Tampi                     | Eliza Nathanael Zelin Resiana | 15–8, 12–15, 15–8  |
| Mixed        | Aryono Miranat Rosalina Riseu           | Paulus Firman S. Herawati     | 15–11, 15–6        |